# Мощаниця (Луцький район)
Мощани́ця — село в Україні, у Луцькому районі Волинської області. Входить до складу Олицької міської громади. Населення становить 304 особи.

## Географія
Через село тече річка Сичівка, ліва притока Путилівки.

## Історія
У 1906 році село Покощівська волості Дубенського повіту Волинської губернії. Відстань від повітового міста 46 верст, від волості 8. Дворів 82, мешканців 614.

## Населення
Згідно з переписом УРСР 1989 року чисельність наявного населення села становила 364 особи, з яких 157 чоловіків та 207 жінок.
За переписом населення України 2001 року в селі мешкали 304 особи.

### Мова
Розподіл населення за рідною мовою за даними перепису 2001 року:
| Мова       | Відсоток |
| ---------- | -------- |
| українська | 99,01 %  |
| російська  | 0,66 %   |
| молдовська | 0,33 %   |